# Adokiye Amiesimaka Stadium
Das Adokiye Amiesimaka Stadium ist ein Fußballstadion mit Leichtathletikanlage im Stadtviertel Omagwa der nigerianischen Stadt Port Harcourt im Bundesstaat Rivers. Benannt ist das Stadion nach dem nigerianischen Fußballspieler Adokiye Amiesimaka. Die Anlage bietet auf den Rängen 38.000 überdachte Sitzplätze und kostete 31 Mrd. NGN (etwa 68,7 Mio. €).

## Geschichte
Das Adokiye Amiesimaka Stadium wurde am 19. Juli 2015 mit einem Qualifikationsspiel zum olympischen Fußballturnier 2016 zwischen den U-23-Nationalmannschaften von Nigeria und dem Kongo eröffnet, das die Gastgeber mit 2:1 gewannen.
Ende Juli des Jahres gab der Fußballverein Dolphins FC aus der Nigeria Professional Football League bekannt, seine Heimspiele im Adokiye Amiesimaka Stadium auszutragen.
Am 17. November 2015 fand ein Spiel der Qualifikation zur Fußball-Weltmeisterschaft 2018 zwischen Nigeria und Swasiland in der Spielstätte statt. Die Hausherren gewannen mit 2:0.